# Henning Engeln
Portraitbild (256×256)
(undatiert; bei Xing)

Link zum Bild

Henning Engeln (* 1954) ist ein deutscher Wissenschaftsjournalist und Autor von Romanen und Sachbüchern. Er studierte ab 1972 Biologie an der Freien Universität Berlin und promovierte dort 1982 mit einer Arbeit zur Genetik von Taufliegen. 1983 und 1984 volontierte er beim Berliner Tagesspiegel und arbeitete anschließend frei.
1990 begann er eine fast 25 Jahre währende Tätigkeit als Redakteur der Zeitschrift Geo des Verlags Gruner + Jahr in Hamburg, davon über 20 Jahre angestellt, nur von 2001 bis 2004 vier Jahre als freier Wissenschaftsjournalist, jedoch für das gleiche Blatt. Seit 2015 arbeitet er ausschließlich frei.
Engeln lebt in Hamburg.

## Werke
- ULO – Geschöpfe des Wahnsinns. Wissenschafts-Krimi, Taschenbuch. P.O.D.PRINT, 2000, ISBN 978-3-934429-40-6.
- Wir Menschen – woher wir kommen, wer wir sind, wohin wir gehen. Eichborn Verlag, Frankfurt am Main 2004, ISBN 978-3-8218-5573-8.
- mit Florian Huber: Tauchgang ins Totenreich – Archäologie unter dem Meeresspiegel. Rowohlt Verlag, Reinbek 2016, ISBN 978-3-498-02838-1.
- Der Mammut-Clan – Ein Abenteuer aus der eisigen Welt der Neandertaler. Roman, Taschenbuch. Tolino-Media, München 2024, ISBN 978-3-7592-2247-3.